# Hannu Tihinen
Hannu Tihinen (Keminmaa, Finlandia, 1 de julio de 1976) es un exfutbolista finlandés que jugaba como defensa central. Desde enero de 2014 trabajó como director deportivo de la Asociación de Fútbol de Finlandia. 
Él ha jugado en clubes de Finlandia, Noruega, Inglaterra, Bélgica y Suiza. Tihinen logró 5 campeonatos en tres países en una carrera que terminó en 2010, copas en dos países y fue capitán de casi todos los equipos de sus clubes.

Carrera de clubes
Nacido en Keminmaa, Laponia, Tihinen empezó su carrera en KePS, en las divisiones inferiores antes de pasar al club HJK de Veikkausliiga en la temporada de 1997. Ganó en campeonato finés y la Copa de Finlandia con el HJK, también participó con el club en la Liga de Campeones de la UEFA en la temporada 1998-99.
Luego, Tihinen se unió al club Viking de Noruega en noviembre de 1999. Marcó un autogol decisivo en la final de la Copa de Noruega en 2000, pero el año siguiente ganó la Copa metiendo el gol en el arco correcto. Tihinen estuvo dos temporadas y medio en el Viking, durante las cuales fue prestado por un corto periodo a West Ham United en la Premiership inglesa. Mientras estuvo con West Ham, jugó en el partido en que se impuso por 1-0 al Manchester United en Old Trafford, en la Copa FA 2000-01.
En 2002, Tihinen se unió al club belga Anderlecht. Jugó durante 4 años en Bélgica, donde ganó dos campeonatos de Bélgica. Tihinen marcó el gol ganador 1-0 contra Lyon en el partido de la Liga de Campeones en noviembre de 2003.
Después de la expiración de su contrato con Anderlecht, en el verano de 2006, Tihinen fue contratado para tres años por el FC Zúrich. Fue capitán del equipo ganador de los campeonatos de Suiza de 2006-07 y 2008-09. El 30 de septiembre de 2009 Tihinen metió el gol de victoria del Zúrich después de diez minutos contra el A.C. Milan, en el partido del Grupo C de la Liga de Campeones de la UEFA de 2009-10.
Carrera internacional
Tihinen debutó en el equipo nacional de Finlandia el 5 de junio de 1999 contra Turquía. Marcó cinco goles en los partidos del equipo nacional y, durante la mayor parte de 2000, fue la defensa central regular de Finlandia junto con Sami Hyypiä. Tihinen fue capitán del equipo nacional en el partido conocido llamado búho real contra Bélgica de junio de 2007. Durante el partido, un búho real voló a la cancha, por lo que se hizo una breve pausa. El apodo búhos reales del equipo nacional de Finlandia tiene su origen en este evento.
Carrera posterior al juego
Después de retirarse, Tihinen se unió al FC Zúrich como subdirector deportivo.
El 13 de abril de 2012 anunció su candidatura a presidente de la Asociación de Fútbol de Finlandia, puesto que quedó libre después de que Sauli Niinistö fuese elegido presidente de Finlandia. Tihinen fue presidente de la Asociación de Futbolistas de Finlandia de 2012 a 2014.
Después de su carrera, Tihinen estudió liderazgo y gestión internacional en la Academia de la UEFA y en la Universidad Aalto de Helsinki y, desde 2014, es el director técnico de la Asociación de Fútbol de Finlandia.

## Selección nacional
Fue internacional con la selección de fútbol de Finlandia en 76 ocasiones y anotó 5 goles.

## Clubes
| Club                  | País       | Año       |
| --------------------- | ---------- | --------- |
| KePs                  | Finlandia  | 1993-1996 |
| HJK Helsinki          | Finlandia  | 1997-1999 |
| Viking FK             | Noruega    | 2000-2002 |
| West Ham United F. C. | Inglaterra | 2001      |
| R. S. C. Anderlecht   | Bélgica    | 2002-2006 |
| FC Zürich             | Suiza      | 2006-2010 |

## Palmarés

### Títulos nacionales
| Título                       | Club                | País      | Año     |
| ---------------------------- | ------------------- | --------- | ------- |
| Veikkausliiga                | HJK Helsinki        | Finlandia | 1997    |
| Copa de la Liga de Finlandia | HJK Helsinki        | Finlandia | 1997    |
| Copa de Finlandia            | HJK Helsinki        | Finlandia | 1998    |
| Copa de la Liga de Finlandia | HJK Helsinki        | Finlandia | 1998    |
| Primera División de Bélgica  | R. S. C. Anderlecht | Bélgica   | 2003-04 |
| Primera División de Bélgica  | R. S. C. Anderlecht | Bélgica   | 2005-06 |
| Superliga de Suiza           | FC Zürich           | Suiza     | 2006-07 |
| Superliga de Suiza           | FC Zürich           | Suiza     | 2008-09 |